# Witanowice (województwo małopolskie)
Witanowice – wieś w Polsce położona w województwie małopolskim, w powiecie wadowickim, w gminie Tomice. Leży na Pogórzu Wielickim. Według danych ze stycznia 2004, wieś ma 1162 mieszkańców.
W latach 1975–1998 miejscowość należała administracyjnie do województwa bielskiego. Położona jest na prawym brzegu Skawy na wysokości 300 m n.p.m., obejmuje zachodni kraniec Pogórza Wielickiego. Wzgórza w Witanowicach nazwano w XIX wieku Górami Lgockimi.

## Pochodzenie nazwy
Nazwa pochodzi od domniemanego założyciela – zasadźcy – o imieniu bądź nazwisku Witan. Wieś w średniowieczu nazywano również "Villa Wrederici" lub "Wieś Fryderyka".

## Przynależność administracyjna
- 1179 – ziemia krakowska
- 1316–1445 – posiadłość Piastów Śląskich na Opolu
- 1445–1494 – księstwo zatorskie
- od 1564 – przynależność do Korony Polskiej
- 1773–1782 – powiat w Zatorze i Kętach
- 1782–1819 – cyrkuł myślenicki
- 1819–1860 – cyrkuł wadowicki
- 1860–1867 – okręg krakowski
- 1867–1918 – powiat Wadowice
- 1939–1945 – powiat Kraków
- 1945–1974 – powiat Wadowice
- 1975–1998 – województwo bielskie
- od 1999 – województwo małopolskie, powiat Wadowice, gmina Tomice

## Przyroda
Witanowice leżą na północ od pasm Beskidu Małego, Makowskiego i Wysoko-Żywieckiego. Północna część Witanowic znajduje się na granicy najdalej wysuniętego nasunięcia Płaszcowizny Śląskiej i Podśląskiej na przedpolu Karpat. Tutejsze utwory fliszowe powstały przed milionami lat, w okresie paleogenu i kredy.
Obszar znajduje się w bardzo korzystnej strefie mezoklimatycznej. Pokrywają go dość urodzajne mady rzeczne, gleby pyłkowe, gleby brunatne, bielicowe i gliniaste.